# Кубок вызова ЕКВ среди женщин 2023/2024
16-й розыгрыш Кубка вызова ЕКВ среди женщин (51-й с учётом Кубка обладателей кубков и Кубка топ-команд) проходил с 10 октября 2023 по 28 февраля 2024 года с участием 50 команд из 27 стран-членов Европейской конфедерации волейбола. Победителем турнира стала итальянская «Игор Горгондзола» (Новара).

## Система квалификации
Места в Кубке вызова ЕКВ 2023/2024 были распределены по рейтингу ЕКВ на сезон 2023/2024, учитывающему результаты выступлений клубных команд стран-членов ЕКВ в Кубке ЕКВ и Кубке вызова ЕКВ на протяжении трёх сезонов (2019/2020—2021/2022). Согласно ему все страны-члены ЕКВ получили возможность заявить своих представителей в розыгрыш Кубка вызова. 
Страны с рейтинговыми очками, получившие возможность включить своих представителей в розыгрыш Кубка вызова ЕКВ 2023/2024 (в скобках — представительство согласно рейтингу): Румыния, Венгрия, Чехия, Швейцария, Бельгия, Хорватия, Греция, Словения, Испания, Сербия, Польша, Россия, Португалия (все — по 2 команды), Турция, Германия, Франция, Италия, Австрия, Словакия, Босния и Герцеговина, Белоруссия, Финляндия, Израиль, Украина, Нидерланды, Литва, Болгария, Латвия, Косово, Дания, Люксембург, Северная Македония, Албания, Черногория, Швеция, Кипр, Норвегия (все — по одной команде). Из стран, не имеющих рейтинговых очков, заявка поступила только от Азербайджана. Отстранены от участия в Кубке команды России и Белоруссии. Отказались от участия команды Польши, Боснии и Герцеговины, Латвии, Косова, Люксембурга, Албании, Черногории, Швеции и стран, не имеющих рейтинговых очков (кроме Азербайджана). Только одну команду вместо двух заявили Венгрия и Словения. Дополнительные места в розыгрыше получили: Турция (1), Румыния (1), Италия (1), Хорватия (1), Греция (3), Австрия (3), Словакия (1), Финляндия (1), Нидерланды (2).

## Команды-участницы
| Страна             | Команда                            |
| ------------------ | ---------------------------------- |
| Турция             | «Галатасарай» (Стамбул)            |
| Турция             | «Нилюфер» (Бурса)                  |
| Германия           | «Висбаден» (Висбаден)              |
| Румыния            | «Лугож» (Лугож)                    |
| Румыния            | «Волунтари» (Волунтари)            |
| Румыния            | «Букурешть» (Бухарест)             |
| Франция            | «Нептюн де Нант» (Нант)            |
| Венгрия            | «Фатум-Ньиредьхаза» (Ньиредьхаза)  |
| Италия             | «Игор Горгондзола» (Новара)        |
| Италия             | «Пезанти» (Казальмаджоре)          |
| Чехия              | «Простеёв» (Простеёв)              |
| Чехия              | «Олимп» (Прага)                    |
| Швейцария          | «Пфеффинген» (Пфеффинген)          |
| Швейцария          | «Канти» (Шаффхаузен)               |
| Бельгия            | «Шарлеруа» (Шарлеруа)              |
| Бельгия            | «Бево-Реккенсхоп» (Руселаре)       |
| Хорватия           | «Динамо» (Загреб)                  |
| Хорватия           | «Марина-Каштела» (Каштел Гомилица) |
| Хорватия           | «Рибола-Каштела» (Каштел Лукшич)   |
| Греция             | «Панатинаикос» (Афины)             |
| Греция             | «Олимпиакос» (Пирей)               |
| Греция             | ПАОК (Салоники)                    |
| Греция             | АЭК (Афины)                        |
| Греция             | «Тетис Вулас» (Вула)               |
| Словения           | «ГЕН-И Воллей» (Нова-Горица)       |
| Испания            | «Аварка де Менорка» (Сьюдадела)    |
| Испания            | «Кахасоль» (Дос-Эрманас)           |
| Сербия             | «Уб» (Уб)                          |
| Сербия             | ТЕНТ (Обреновац)                   |
| Португалия         | «Спортинг» (Лиссабон)              |
| Португалия         | «Кайруш» (Понта-Делгада)           |
| Австрия            | «Стилволлейс Линц-Штег» (Линц)     |
| Австрия            | «ТИ-Воллей» (Инсбрук)              |
| Австрия            | «Холдинг» (Грац)                   |
| Австрия            | «Келаг-Вилдкатс» (Клагенфурт)      |
| Словакия           | «Трнава» (Трнава)                  |
| Словакия           | «Пиране» (Брусно)                  |
| Финляндия          | «Пёлкки Куусамон» (Куусамо)        |
| Финляндия          | «Хямеэнлинна» (Хямеэнлинна)        |
| Израиль            | «Маккаби» (Хайфа)                  |
| Украина            | «Балта» (Балта)                    |
| Нидерланды         | «Фрисо» (Снек)                     |
| Нидерланды         | «Зволле» (Зволле)                  |
| Нидерланды         | «Слидрехт Спорт» (Слидрехт)        |
| Литва              | «Каунас-ВДУ» (Каунас)              |
| Болгария           | «Левски» (София)                   |
| Дания              | «Хольте» (Хольте)                  |
| Северная Македония | «Работнички» (Скопье)              |
| Кипр               | «Олимпиада-Неаполис» (Никосия)     |
| Норвегия           | «Рандаберг» (Рандаберг)            |
| Азербайджан        | «Азеррейл» (Баку)                  |

## Система проведения розыгрыша
В розыгрыше принимают участие 50 команд. На всех стадиях турнира применяется система плей-офф, то есть команды делятся на пары и проводят между собой по два матча с разъездами. Победителем пары выходит команда, одержавшая две победы. В случае равенства побед победителем становится команда, набравшая в рамках двухматчевой серии большее количество очков (за победу 3:0 и 3:1 даётся 3 очка, за победу 3:2 — 2 очка, за поражение 2:3 — 1, за поражение 1:3 и 0:3 очки не начисляются). Если обе команды при этом набирают одинаковое количество очков, то назначается дополнительный («золотой») сет, победивший в котором выходит в следующий раунд соревнований.

## Квалификационный раунд
«Лугож» —  «Работнички» (Скопье)
10 октября. 3:0 (25:18, 25:15, 25:17).
11 октября. 3:0 (25:8, 25:15, 25:10). Оба матча прошли в Лугоже.
 «Галатасарай» (Стамбул) —  «Кайруш» (Понта-Делгада)
10 октября. 3:0 (25:17, 25:11, 25:20).
18 октября. 3:0 (25:19, 25:18, 25:17).
 «Фрисо» (Снек) —  «Олимп» (Прага)
10 октября. 0:3 (14:25, 16:25, 20:25).
11 октября. 1:3 (18:25, 28:26, 18:25, 21:25). Оба матча прошли в Снеке.
 «Панатинаикос» (Афины) —  «Зволле»
11 октября. 3:1 (28:26, 21:25, 25:18, 25:16).
18 октября. 3:1 (26:24, 25:23, 21:25, 25:18).
 «Рибола-Каштела» (Каштел Лукшич) —  «Динамо» (Загреб)
11 октября. 0:3 (23:25, 24:26, 17:25).
18 октября. 0:3 (12:25, 16:25, 19:25).
 ПАОК (Салоники) —  «Олимпиада-Неаполис» (Никосия)
11 октября. 3:1 (25:21, 16:25, 25:16, 25:23).
17 октября. 3:2 (20:25, 23:25, 25:16, 25:22, 15:13).
 «Пиране» (Брусно) —  «ТИ-Воллей» (Инсбрук)
11 октября. 0:3 (20:25, 24:26, 13:25).
18 октября. 0:3 (8:25, 14:25, 8:25).
 «Нилюфер» (Бурса) —  «Тетис Вулас» (Вула)
11 октября. 3:2 (21:25, 25:15, 25:27, 25:23, 15:9).
12 октября. 3:0 (25:22, 25:21, 25:19). Оба матча прошли в Бурсе.
 АЭК (Афины) —  «Волунтари»
11 октября. 2:3 (29:27, 26:24, 19:25, 21:25, 12:15).
18 октября. 0:3 (21:25, 20:25, 18:25).
 «Пёлкки Куусамон» (Куусамо) —  «Нептюн де Нант» (Нант)
11 октября. 1:3 (16:25, 25:22, 14:25, 17:25).
17 октября. 0:3 (12:25, 14:25, 18:25).
 «Келаг-Вилдкатс» (Клагенфурт) —  «Уб»
11 октября. 3:2 (21:25, 16:25, 25:15, 25:19, 16:14).
18 октября. 0:3 (15:25, 21:25, 17:25).
 ТЕНТ (Обреновац) —  «Шарлеруа»
11 октября. 3:0 (25:16, 25:20, 25:22).
18 октября. 3:2 (25:13, 29:31, 25:20, 17:25, 15:11).
 «Стилволлейс Линц-Штег» (Линц) —  «Трнава»
11 октября. 3:0 (25:17, 25:18, 25:19).
17 октября. 3:0 (25:14, 25:18, 25:14).
 «Слидрехт Спорт» (Слидрехт) —  «Бево-Реккенсхоп» (Руселаре)
11 октября. 0:3 (15:25, 17:25, 16:25).
17 октября. 2:3 (25:23, 30:28, 22:25, 20:25, 11:15).
 «Кахасоль» (Дос-Эрманас) —  «Фатум-Ньиредьхаза» (Ньиредьхаза)
11 октября. 3:1 (25:15, 19:25, 25:15, 25:22).
18 октября. 0:3 (22:25, 23:25, 22:25). «Золотой» сет — 12:15.
 «Спортинг» (Лиссабон) —  «Хольте»
11 октября. 3:0 (25:16, 27:25, 25:21).
17 октября. 3:1 (16:25, 25:11, 25:15, 25:22).
 «Холдинг» (Грац) —  «Аварка де Менорка» (Сьюдадела)
12 октября. 0:3 (16:25, 16:25, 23:25).
17 октября. 0:3 (29:31, 16:25, 22:25).
 «Игор Горгондзола» (Новара) —  «Пезанти» (Казальмаджоре)
12 октября. 3:0 (25:21, 25:22, 25:16).
17 октября. 3:0 (25:15, 25:18, 25:23).
 «Азеррейл» (Баку) —  «Балта»
17 октября. 3:0 (25:18, 25:18, 25:18).
18 октября. 3:0 (25:23, 25:15, 25:19). Оба матча прошли в Баку.
От участия в квалификационном раунде освобождены:
| «Каунас-ВДУ» (Каунас) «Олимпиакос» (Пирей) «Рандаберг» «Маккаби» (Хайфа) «Канти» (Шаффхаузен) «Левски» (София) «Простеёв» | «Хямеэнлинна» «Висбаден» «ГЕН-И Воллей» (Нова-Горица) «Букурешть» «Пфеффинген» «Марина-Каштела» (Каштел Гомилица) |

## 1/16 финала
«Каунас-ВДУ» (Каунас) —  «Олимпиакос» (Пирей)
7 ноября. 0:3 (18:25, 21:25, 18:25).
15 ноября. 0:3 (10:25, 7:25, 13:25).
 «Маккаби» (Хайфа) —  «Уб»
Отказ «Маккаби».
 «Букурешть» (Бухарест) —  «Фатум-Ньиредьхаза» (Ньиредьхаза)
8 ноября. 3:1 (25:20, 25:18, 17:25, 25:18).
15 ноября. 3:0 (25:17, 25:11, 25:18).
 «Панатинаикос» (Афины) —  «ГЕН-И Воллей» (Нова-Горица)
8 ноября. 3:0 (25:19, 25:18, 25:18).
15 ноября. 3:0 (25:20, 25:18, 27:25).
 ПАОК (Салоники) —  «Простеёв»
8 ноября. 3:0 (25:19, 27:25, 25:19).
16 ноября. 3:1 (25:22, 21:25, 25:22, 25:17).
 «Олимп» (Прага) —  «Нептюн де Нант» (Нант)
8 ноября. 0:3 (20:25, 21:25, 20:25).
14 ноября. 0:3 (23:25, 19:25, 13:25).
 «Марина-Каштела» (Каштел Гомилица) —  «Нилюфер» (Бурса)
8 ноября. 0:3 (15:25, 18:25, 11:25).
15 ноября. 0:3 (16:25, 15:25, 15:25).
 «Лугож» —  «Пфеффинген»
8 ноября. 3:0 (25:12, 25:11, 25:20).
14 ноября. 2:3 (25:19, 25:18, 19:25, 14:25, 5:15).
 «Стилволлейс Линц-Штег» (Линц) —  «ТИ-Воллей» (Инсбрук)
8 ноября. 3:1 (27:25, 25:20, 24:26, 25:18).
15 ноября. 1:3 (16:25, 9:25, 25:16, 19:25). «Золотой» сет — 15:12.
 «Рандаберг» —  «Игор Горгондзола» (Новара)
8 ноября. 0:3 (16:25, 16:25, 16:25).
15 ноября. 0:3 (15:25, 15:25, 12:25).
 «Левски» (София) —  «Динамо» (Загреб)
8 ноября. 0:3 (20:25, 19:25, 21:25).
16 ноября. 0:3 (21:25, 8:25, 20:25).
 «Бево-Реккенсхоп» (Руселаре) —  «Висбаден»
8 ноября. 1:3 (22:25, 25:15, 23:25, 16:25).
15 ноября. 0:3 (21:25, 19:25, 14:25).
 «Спортинг» (Лиссабон) —  ТЕНТ (Обреновац)
9 ноября. 1:3 (22:25, 16:25, 25:16, 16:25).
15 ноября. 0:3 (16:25, 12:25, 23:25).
 «Хямеэнлинна» —  «Галатасарай» (Стамбул)
9 ноября. 0:3 (14:25, 18:25, 13:25).
16 ноября. 0:3 (14:25, 15:25, 14:25).
 «Азеррейл» (Баку) —  «Аварка де Менорка» (Сьюдадела)
9 ноября. 3:1 (23:25, 25:15, 25:19, 25:23).
15 ноября. 0:3 (20:25, 23:25, 17:25). «Золотой» сет — 11:15.
 «Канти» (Шаффхаузен) —  «Волунтари»
9 ноября. 0:3 (19:25, 14:25, 21:25).
15 ноября. 1:3 (22:25, 25:20, 22:25, 22:25).

## 1/8 финала
«Олимпиакос» (Пирей) —  «Игор Горгондзола» (Новара)
28 ноября. 2:3 (20:25, 25:23, 23:25, 25:22, 6:15).
6 декабря. 0:3 (13:25, 19:25, 27:29).
 «Уб» —  «Волунтари»
28 ноября. 1:3 (14:25, 25:22, 24:26, 20:25).
6 декабря. 0:3 (15:25, 22:25, 22:25).
 «Стилволлейс Линц-Штего» (Линц) —  «Нилюфер» (Бурса)
28 ноября. 2:3 (35:33, 18:25, 13:25, 25:22, 11:15).
6 декабря. 0:3 (17:25, 18:25, 19:25).
 «Панатинаикос» (Афины) —  «Букурешть» (Бухарест)
29 ноября. 3:1 (25:21, 25:21, 23:25, 25:19).
5 декабря. 0:3 (24:26, 21:25, 23:25). «Золотой» сет — 15:12.
 «Аварка де Менорка» (Сьюдадела) —  «Нептюн де Нант» (Нант)
29 ноября. 0:3 (16:25, 26:28, 13:25).
5 декабря. 1:3 (17:25, 17:25, 25:17, 23:25).
 «Динамо» (Загреб) —  ПАОК (Салоники)
29 ноября. 0:3 (22:25, 21:25, 23:25).
5 декабря. 3:0 (25:19, 25:22, 25:22). «Золотой» сет — 6:15.
 ТЕНТ (Обреновац) —  «Лугож»
30 ноября. 0:3 (27:29, 17:25, 24:26).
6 декабря. 0:3 (19:25, 13:25, 22:25).
 «Галатасарай» (Стамбул) —  «Висбаден»
30 ноября. 2:3 (22:25, 16:25, 27:25, 25:21, 13:15).
6 декабря. 3:2 (25:20, 22:25, 21:25, 25:18, 16:14). «Золотой» сет — 11:15.

## Четвертьфинал
«Игор Горгондзола» (Новара) —  «Волунтари»
9 января. 3:1 (25:18, 19:25, 25:13, 25:17).
17 января. 3:0 (25:17, 25:18, 25:20).
 «Панатинаикос» (Афины) —  «Нептюн де Нант» (Нант)
10 января. 1:3 (21:25, 27:25, 21:25, 21:25).
16 января. 1:3 (27:25, 23:25, 21:25, 14:25).
 «Лугож» —  «Нилюфер» (Бурса)
10 января. 1:3 (24:26, 25:22, 25:27, 15:25).
18 января. 0:3 (22:25, 20:25, 11:25).
 ПАОК (Салоники) —  «Висбаден»
11 января. 0:3 (18:25, 22:25, 14:25).
17 января. 0:3 (23:25, 22:25, 22:25).

## Полуфинал
«Нептюн де Нант» (Нант) —  «Нилюфер» (Бурса)
31 января. 3:0 (25:16, 25:19, 25:17).
7 февраля. 3:0 (25:18, 25:18, 25:16).
 «Игор Горгондзола» (Новара) —  «Висбаден»
1 февраля. 3:1 (21:25, 30:28, 25:17, 25:23).
7 февраля. 3:1 (25:23, 22:25, 25:21, 25:21).

## Финал

### 1-й матч
| 21 февраля 2024 | \| «Игор Горгондзола» (Новара) \| 3:0 cev.eu \| «Нептюн де Нант» (Нант) \| \| Марина Маркова (17) Анна Данези (7) Вита Акимова (10) Катерина Бозетти (13) Сара Бонифачо (7) Франческа Бозио (1) Элеонора Ферсино (либеро) Джулия Де Нарди Валентина Бартолуччи Анне Бёйс (1) \| Голы \| Маррит Яспер (8) Джелайн Кин (7) Арелья Карасой Амели Ротар (8) Хена Куртагич (8) Тэйлор Мимс (15) Амандин Жардино (либеро) Хопе Ракотозафи Эмили Респо (2) Юстина Лукасик (1) Одетт Ндойе \| | Новара PalaIgor Gorgonzola 2800 зрителей |
| Счёт по партиям — 26:24, 25:22, 25:20. Время матча — 1 час 27 минут. Судьи: Войцех Глод, Станислава Симич.                                                                                     | | |
| «Игор Горгондзола» (Новара) | 3:0 cev.eu | «Нептюн де Нант» (Нант) |
| Марина Маркова (17) Анна Данези (7) Вита Акимова (10) Катерина Бозетти (13) Сара Бонифачо (7) Франческа Бозио (1) Элеонора Ферсино (либеро) Джулия Де Нарди Валентина Бартолуччи Анне Бёйс (1) | Голы | Маррит Яспер (8) Джелайн Кин (7) Арелья Карасой Амели Ротар (8) Хена Куртагич (8) Тэйлор Мимс (15) Амандин Жардино (либеро) Хопе Ракотозафи Эмили Респо (2) Юстина Лукасик (1) Одетт Ндойе |

### 2-й матч
| 28 февраля 2024 | \| «Нептюн де Нант» (Нант) \| 1:3 cev.eu \| «Игор Горгондзола» (Новара) \| \| Маррит Яспер (8) Джелайн Кин (6) Арелья Карасой (1) Амели Ротар (16) Хена Куртагич (8) Тэйлор Мимс (20) Амандин Жардино (либеро) Хопе Ракотозафи Эмили Респо (2) Одетт Ндойе \| Голы \| Марина Маркова (15) Анна Данези (5) Вита Акимова (25) Катерина Бозетти (1) Сара Бонифачо (11) Франческа Бозио (2) Элеонора Ферсино (либеро) Джулия Де Нарди Валентина Бартолуччи (6) Анне Бёйс (8) Анастасия Капралова (1) Грета Сакмари (6) Кристина Кирикелла (3) \| | Резе Salle Sportive Métropolitaine 4726 зрителей |
| Счёт по партиям — 25:23, 16:25, 20:25, 19:25. Время матча — 2 часа. Судьи: Елена Митрович, Войцех Марошек.                                                                   | | |
| «Нептюн де Нант» (Нант) | 1:3 cev.eu | «Игор Горгондзола» (Новара) |
| Маррит Яспер (8) Джелайн Кин (6) Арелья Карасой (1) Амели Ротар (16) Хена Куртагич (8) Тэйлор Мимс (20) Амандин Жардино (либеро) Хопе Ракотозафи Эмили Респо (2) Одетт Ндойе | Голы | Марина Маркова (15) Анна Данези (5) Вита Акимова (25) Катерина Бозетти (1) Сара Бонифачо (11) Франческа Бозио (2) Элеонора Ферсино (либеро) Джулия Де Нарди Валентина Бартолуччи (6) Анне Бёйс (8) Анастасия Капралова (1) Грета Сакмари (6) Кристина Кирикелла (3) |

## Призёры
«Игор Горгондзола» (Новара): Грета Сакмари, Франческа Бозио, Валентина Бартолуччи, Джулия Де Нарди, Анне Бёйс, Элеонора Ферсино, Катерина Бозетти, Кристина Кирикелла, Анна Данези, Сара Бонифачо, Лудовика Гуиди, Вита Акимова, Марина Маркова, Анастасия Капралова. Главный тренер — Лоренцо Бернарди.
  «Нептюн де Нант» (Нант): Джелайн Кин, Амандин Жардино, Хопе Ракотозафи, Эмили Респо, Маррит Яспер, Ана Давай, Амели Ротар, Тэйлор Мимс, Юстина Лукасик, Нора Легран, Хена Куртагич, Арелья Карасой, Одетт Ндойе, Дениз Эрман. Главный тренер — Сесар Эрнандес Гонсалес.